# Австралийски дървесен варан
Австралийските дървесни варани (Varanus gilleni) са вид влечуги от семейство Варанови (Varanidae).
Разпространени са в централните и северозападни части на Австралия.
Таксонът е описан за пръв път от британския ботаник Артър Хенри Шекспир Лукас през 1895 година.